# 清原博
清原 博（きよはら ひろし、1970年11月20日 - ）は、国際弁護士。埼玉弁護士会所属（No.35061）。専門分野は国際取引法、国際金融法、アメリカ法、航空・宇宙法、知的財産法。
芸能事務所のシンクバンクに所属し、コメンテーターとしてテレビ・ラジオなどの出演も多い。

## 略歴
1970年、富山県生まれ。
1986年、南砺市立井波中学校卒業。
1989年、富山県立高岡高等学校卒業。
1994年、東京外国語大学外国語学部英米語学科卒業。
1995年、2度目の受験で、司法試験に合格。司法修習を修了後、1998年、裁判官に任命（東京地方裁判所に所属）。
2000年、検察官に任命（法務省民事局に配属）。同年に裁判官・検察官を退職し、サンフランシスコへ渡米。
2002年、ゴールデンゲート大学ロースクール（法学修士課程）修了、法学修士号（LL.M.）取得。 LLM修了式にて成績優秀者として表彰された。
2003年、ニューヨーク州の司法試験に合格し、ニューヨーク州弁護士登録。
2004年、カリフォルニア州の司法試験に合格し、カリフォルニア州弁護士登録。ゴールデンゲート大学ロースクール（法学博士課程）前期課程修了。カリフォルニア州の事務所にて勤務する。
2007年に帰国し、むさし国際法律事務所を開業、2013年、カンボジア政府法律顧問に就任、むさし国際法律事務所カンボジア支所を開設。2016年、気象予報士試験に合格。また、防災士資格も所持している。
2019年1月11日放送の「芸能界特技王決定戦 TEPPEN2019」（フジテレビ）において体脂肪率7.5％、48kgのバーベルベンチプレスを41回を記録した。
外務省所管の国際協力機構（JICA）の専門家としてカンボジア政府の法律顧問を務めたことがある。

## 出演

### 情報番組
- モーニングCROSS（TOKYO MX）
- バイキング → バイキングMORE（フジテレビ、火曜・木曜など） - 2016年8月25日−2022年3月31日
- ゴゴスマ -GO GO!Smile!-（CBCテレビ、水曜コメンテーター） - 2020年3月30日 -
- チャント!（CBCテレビ、金曜コメンテーター） - 2020年4月3日 - 9月25日
- 白熱ライブ ビビット（TBS） - 番組開始から2016年3月25日まで。
- かんさい情報ネットten.（読売テレビ、不定期コメンテーター）2024年3月22日まで
- 情報ライブ ミヤネ屋（読売テレビ、不定期コメンテーター）

### バラエティー番組
- 芸能界特技王決定戦 TEPPEN2019（フジテレビ） - バーベルベンチプレス対決[11]
- 正解の無いクイズ（テレビ東京）

### ドラマ
- 月曜ゴールデン スクープ 遊軍記者・布施京一（TBS） - コメンテーター役[13]
- 日曜劇場 グッドワイフ 第9話（TBS） - 面接官（弁護士）役[13]

その他多数。

## 著書
- あなたもなれる!アメリカ弁護士─国際弁護士ヒロが教える「成功する法曹」への資格取得ガイド（2007/10/31、自由国民社） ISBN 978-4426104283
- 裁判員 選ばれる前にこの1冊（2008/11/28、自由国民社） ISBN 978-4426105839
- 絶対に知っておきたい!震災時の法律相談（2011/9/2、自由国民社） ISBN 978-4426112905
- Kiyohara, Hiroshi (2012). Civil Code. Cambodia: Konrad-Adenauer-Stiftung, Introduction to Cambodian Law. p. 90